# Noureddine Zaza
Noureddine Zaza est un homme politique, écrivain, éditeur et poète kurde, né le 15 février 1919 à Maden au Kurdistan de Turquie, et mort à Lausanne le 7 octobre 1988.

## Biographie
Né dans une famille de notables kurdes, très ouverts sur le monde et généreux, il a six ans lorsqu'il est confronté au drame kurde, quand son père et son frère sont emprisonnés, au moment de l'avènement de Mustafa Kemal. Dès l'âge de dix ans, orphelin exilé en Syrie, il étudie dans les lycées français tout en fréquentant les milieux nationalistes kurdes.
En 1946, il participe à Beyrouth à une délégation de nationalistes kurdes du Khoybûn, comprenant notamment le célèbre poète Cigerxwîn, auprès des représentants soviétiques. L'objectif de la rencontre est de demander un soutien, en prévision de la fin du mandat français en Syrie et au Liban et des bouleversements que celui-ci va entraîner.
Après avoir tenté de rejoindre le général Mustafa Barzani, il est emprisonné pendant un an en Irak alors sous mandat britannique. Il y est condamné initialement à la peine de mort, en raison de ses relations suivies avec des chefs kurdes irakiens en révolte contre leur gouvernement.

### Exil
Il étudie ensuite les sciences politiques aux Universités américaine et St Joseph de Beyrouth où il obtient son diplôme de sciences politiques. Il étudie à l'université de Lausanne et passe son doctorat en science politique, consacrant sa thèse à la notion d'engagement chez Emmanuel Mounier, publiée aux Éditions Droz à Genève[réf. souhaitée].
Noureddine Zaza édite et rédige aussi une revue en français et en kurde, La Voix du Kurdistan. Son séjour suisse qui durera neuf ans lui fera connaître des amis, dont l'avocat et conseiller national Gilbert Baechtold (1921-1996).

### La KSSE
Parallèlement à ses études, durant son séjour en Suisse, il occupe une grande partie de son temps à sensibiliser l'opinion européenne à la question kurde. En 1949, il fait la connaissance d'Îsmet Şerîf Wanlî (1924-2011) qui vient d'arriver à l'université de Lausanne pour y poursuivre ses études,. En 1956, avec d'autres étudiants et intellectuels kurdes, les deux hommes fondent la première association étudiante kurde d'Europe, la Kurdish Students Society in Europe (KSSE),,. Au départ, il s'agit d'une association culturelle, mais, en raison de l'évolution des événements au Kurdistan, elle va avoir de plus en plus d'implications politiques, en particulier à partir de 1961, lorsque commence le grand mouvement de révolte de Mustafa Barzani en Irak. Si les effectifs et les moyens de l'association sont assez faibles, ce sont paradoxalement les ambassades turques, irakiennes et iraniennes qui, en dénonçant de manière systématique et officielle les « agissements » de ce « centre de propagande kurde européen », vont faire accroître l'influence et l'audience de la KSSE. L'association aura 500 membres en 1969, présents dans quinze pays européens, et 3 000 en 1975,.

### Le PDKS
Il retourne en Syrie en 1956 avec comme dessein de faire reconnaître les droits culturels et humains du peuple kurde. Le 14 1957, avec le soutien du leader kurde irakien Jalal Talabani, alors étudiant en droit à Damas, il est le fondateur  du Parti démocratique du Kurdistan de Syrie, avec notamment Osman Sabri. Il en sera le premier président. Le 5 août 1960, les responsables du comité d'Alep sont arrêtés et torturés. Le 8 août, il est arrêté à son tour. Il est libéré le 8 août 1961, puis à nouveau arrêté en décembre, avant son élection à l'Assemblée de la nouvelle République arabe syrienne, pour avoir prononcé un discours en kurde au cours de la campagne électorale. Il est élu, mais invalidé et poursuivi. En 1961, le procureur du Tribunal militaire de Damas requerra contre lui la peine de mort. Il y échappera de justesse grâce à des pétitions internationales.

### Le deuxième exil
Il quitte alors définitivement la Syrie en 1963. Contraint à l'exil, il se réfugie en Suisse où il retrouve ses anciens amis et rencontre la journaliste et écrivain Gilberte Favre, familière du Moyen-Orient, qu'il épouse en 1972. Ils auront un fils, Chango, qui naîtra en 1973. Il est naturalisé Suisse en 1978.
Noureddine Zaza consacrera son séjour en Suisse à sa famille, à l'enseignement, à l'écriture de ses mémoires, Ma vie de kurde, parues en 1983 aux éditions Favre (qui sera ensuite traduit en turc, en arabe et en kurde) et à faire résonner la culture kurde par des émissions de radio et télévision et des conférences, ainsi qu'à la défense des droits de l'homme, partout dans le monde. Noureddine Zaza est décédé d'un cancer à Lausanne le 7 octobre 1988. Il repose au cimetière de Bois de Vaux.
Au-delà de la cause kurde qui était son combat d'une vie, Noureddine Zaza était un humaniste qui combattait les injustices aux quotidien.
Un prix qui porte son nom a été crééPrix Noureddine Zaza[réf. souhaitée]. Il récompense des écrivains et journalistes courageux et soucieux d'éclairer l'opinion sur des sujets souvent gardés dans le silence.
« Tant que l'être humain continuera à être piétiné et persécuté un peu partout à travers le monde, l'humanité ne pourra pas rêver de jours meilleurs »Dernière phrase de son autobiographie MA VIE DE KURDE[réf. souhaitée].
Un livre d'hommage a été publié à Lausanne (Editions Z) afin de commémorer le centième anniversaire de la naissance de Noureddine Zaza en 2019. Des séminaires ont été organisés le 18 mars 2019 à la Bibliothèque kurde de Stockholm et le 20 juillet 2019 à l'Institut kurde de Paris[réf. souhaitée].

## Œuvres
En 1957, il réédite clandestinement, avec une préface de sa plume, l'épopée kurde Memê Alan (Destana Memê Alan) qui circule au Moyen-Orient sous le manteau. Ce classique de la littérature kurde a fait l'objet d'une réédition en français en 1999 chez Gallimard, dans la collection L'aube des peuples.Collection créée par JMG Le Clézio et Jean Grosjean aux Editions Gallimard.[réf. souhaitée]
- Contes et poèmes kurdes, écrits ou recueillis par Noureddine Zaza, Éditions Peuple et création, 1974, 61 p.
- Ma vie de Kurde ou le Cri du peuple kurde, P.M. Favre, 1982, 266 p.. Deux nouvelles éditions sont intervenues en 1993 (Labor et Fidès) et 2021 (éditions du Tigre[11]).